# Stanhope (New Jersey)
Pour les articles homonymes, voir Stanhope.
Stanhope est un borough situé dans le comté de Sussex, dans l’État du New Jersey, aux États-Unis.